# Unciaal 057
Unciaal 057 (Gregory-Aland) is een van de Bijbelse handschriften. Het dateert uit de 4e of 5e eeuw en is geschreven met hoofdletters (uncialen) op perkament.

## Beschrijving
Het bevat de tekst van de Handelingen van de Apostelen (3,5-6.10-12). De gehele Codex bestaat uit 1 blade (9 x 13 cm) en werd geschreven in twee kolommen per pagina, 27 regels per pagina.
De Codex is een representant van het Alexandrijnse tekst-type, Kurt Aland plaatste de codex in Categorie I.

## Geschiedenis
Het handschrift bevindt zich in de Staatliche Museen zu Berlin (P. 9808) in Berlijn.